# Folk rock britannico
Il folk rock britannico è una forma di folk rock che si è sviluppata nel Regno Unito a partire dalla metà degli anni '60 ed ha avuto il suo massimo splendore negli anni '70. Sebbene la fusione di musica folk e rock provenga da diverse fonti, è opinione diffusa che il successo di The House of the Rising Sun della band britannica The Animals nel 1964 abbia spinto Bob Dylan a "passare all'elettrico", unendo così musica folk e rock. Nello stesso anno, i Beatles iniziarono a incorporare evidenti influenze folk nella loro musica, in particolare nel loro album Beatles for Sale. I Beatles e altre band della British Invasion, a loro volta, influenzarono la band americana The Byrds la cui versione di Mr. Tambourine Man di Dylan dell'aprile 1965, diede il via al movimento folk rock americano della metà degli anni '60. Un certo numero di gruppi britannici, di solito quelli associati al folk revival britannico, hanno iniziato a suonare folk rock a metà degli anni '60 e tra questi the Strawbs, i Pentangle e i Fairport Convention.
Il folk rock britannico è stato poi ripreso e sviluppato nelle culture celtiche circostanti di Bretagna, Irlanda, Scozia, Galles e Isola di Man, per comporre rock celtico e suoi derivati, ed è stato influente in paesi con stretti legami culturali con la Gran Bretagna. Ha dato origine al genere del folk punk. Negli anni '80 il genere era in forte discesa di popolarità, ma fu ripreso in una fusione con la musica rock e le culture della musica folk da cui ha avuto origine. Alcuni commentatori distinguono tra chi suona folk rock britannico con strumenti elettrici senza fondere rock e musica folk, ed il "folk elettrico" che mescola i due generi.

## Storia

### Origini
Sebbene la fusione di musica folk e rock abbia molti precursori, è opinione diffusa che il successo di The House of the Rising Sun della band britannica The Animals nel 1964 sia stato un catalizzatore, che ha spinto Bob Dylan a passare all'elettrico. Nello stesso anno, i Beatles iniziarono a incorporare evidenti influenze folk nella loro musica, in particolare nella canzone I'm a Loser dal loro album Beatles for Sale. I Beatles e altre band di British Invasion, a loro volta, hanno influenzato la band californiana The Byrds, di cui alcuni loro elementi provenivano dal folk ed iniziarono a suonare con strumenti rock. La registrazione dei Byrds di Mr. Tambourine Man di Dylan è stata pubblicata nell'aprile 1965 e ha raggiunto il primo posto nelle classifiche dei singoli negli Stati Uniti e nel Regno Unito, dando il via al movimento folk rock della metà degli anni '60. L'album della fine del 1965 dei Beatles, Rubber Soul, conteneva una serie di canzoni influenzate dal boom del folk rock americano, come Nowhere Man e If I Needed Someone. Durante questo periodo, un certo numero di gruppi elettrici iniziarono a suonare versioni rock di canzoni folk e musicisti folk usarono strumenti musicali elettrici per suonare le proprie canzoni, incluso Dylan al Newport Folk Festival nell'estate del 1965.
Il folk rock divenne un genere importante tra le nuove band inglesi, in particolare quelle della scena dei club londinesi verso la fine degli anni '60. L'affermazione del movimento skiffle, a cui molti musicisti inglesi, inclusi i Beatles, devono le loro origini come artisti, aveva già fatto familiarizzare queste band con la musica folk americana, e siccome emulavano le band con la classica formazione chitarra e batteria che era divenuta la norma per la musica pop/rock, questi gruppi si sono spesso rivolti al folk americano e al folk rock come fulcro del loro suono e ispirazione. Tra questi gruppi del 1967 c'erano i Fairport Convention, che avevano goduto di un modesto successo mainstream con tre album in stile americano, prima di un radicale cambio di direzione nel 1969 con il loro album Liege & Lief, uscito dal incontro tra il folk rock di ispirazione americana e i prodotti del folk revival britannico

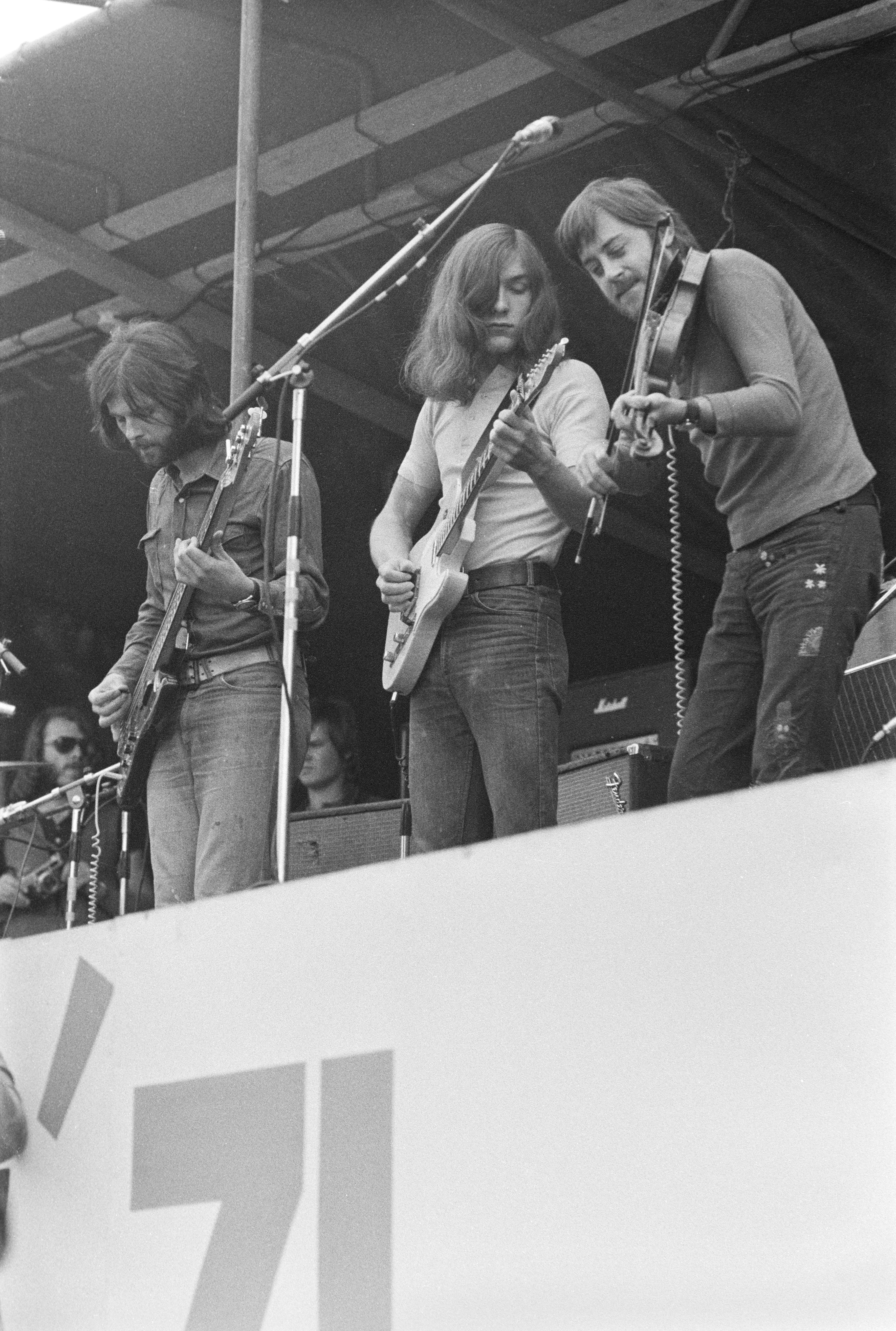
Fairport Convention al Ruisrock festival in Finlandia

Il primo revival della musica folk inglese aveva investito enormi sforzi per registrare e archiviare la musica tradizionale inglese con personaggi come Cecil Sharp e Vaughan Williams tra la fine del XIX e l'inizio del XX secolo. Il secondo revival nel periodo successivo alla seconda guerra mondiale, si fondò su questo lavoro, seguendo anche le orme di un movimento simile in America, con il quale aveva relazioni grazie a persone come Alan Lomax, fuggito in Inghilterra nell'era del maccartismo. Come il revival americano, anche il secondo revival britannico era spesso apertamente di sinistra, ma guidato da figure come Ewan MacColl e AL Lloyd dei primi anni '50, tentò anche di produrre una musica tipicamente inglese che fosse un'alternativa al dominio americano nella cultura popolare, che, secondo loro, stava soppiantando la musica tradizionale di una classe operaia sempre più urbanizzata e industrializzata. Un importante strumento furono i folk club che si diffusero nelle principali città, a cominciare da Londra, dove MacColl fondò il Ballads and Blues Club nel 1953. Questi club erano solitamente situati in aree urbane, ma le canzoni in essi cantate spesso rimandavano a un passato rurale preindustriale. Per molti versi questa fu l'adozione da parte della classe media della musica popolare abbandonata. A metà degli anni '60 c'erano probabilmente più di 300 folk club in Gran Bretagna, che fornivano un importante circuito per gli artisti che eseguivano canzoni e melodie tradizionali in acustica, dove potevano sostentarsi suonando per un pubblico piccolo ma impegnato. Ciò significava che c'era, verso la fine degli anni '60, un gruppo di artisti con abilità musicali e conoscenza di un'ampia varietà di canzoni e melodie tradizionali.
Un certo numero di gruppi che facevano parte del folk revival sperimentarono l'elettrificazione già a metà degli anni '60. Ne sono esempio gli esperimenti non registrati degli irlandese Sweeney's Men, il gruppo jazz folk Pentangle, che passò dall'acustico all'elettrico, gli Eclection, che pubblicarono un album nel 1968, e gli Strawbs che evolsero da una band bluegrass in un band "progressive Byrds" nel 1967. Tuttavia, nessuno di questi divenne seminale, generando vaste emulazioni. Anche gli autori del circuito dei folk club furono Sandy Denny che si unì ai Fairport Convention come cantante nel 1967 e Dave Swarbrick, un violinista e musicista di sessione che reagì positivamente alla musica elettrica che incontrò mentre lavorava con Fairport nel 1969. Il risultato è stata un'interpretazione estesa della canzone A Sailor's Life, che è stata pubblicata nel loro album Unhalfbricking. Questo incontro ha suscitato l'interesse di Ashley Hutchings che ha iniziato una ricerca nella biblioteca della English Folk Dance and Song Society; il risultato fu il seminale Liege & Lief (1969) della band che combinava canzoni e brani tradizionali con alcuni scritti dalla band in uno stile simile, tutti suonati su una combinazione di strumenti elettrici con il violino acustico di Swarbrick, stabilendo il modello per il folk rock britannico.

### 1969–1976: Nascita e sviluppo
La rapida espansione del folk rock britannico che seguì la scia di Liegi & Lief negli anni '70 proveniva principalmente da tre fonti. Prima c'erano artisti folk esistenti che ora si "elettrizzavano", incluso Mr. Fox, formato attorno al duo acustico Bob e Carole Pegg, e poi i Pentangle, che avendo precedentemente registrato quasi senza elettrificazione, produssero nel 1970 un quarto album di puro folk rock britannico intitolato Cruel Sister. Allo stesso modo, l'ex compagno di suonate di Swarbrick, Martin Carthy, si unì agli Steeleye Span nel 1971 tra le proteste del mondo della musica folk più radicale. I Five Hand Reel una band formata dai membri restanti degli Spencer's Feat si è rivelata una delle band folk rock più influenti e di maggior successo. Con i loro quattro album con Topic/RCA divennero popolari in Europa, dove hanno fatto la maggior parte dei loro concerti.

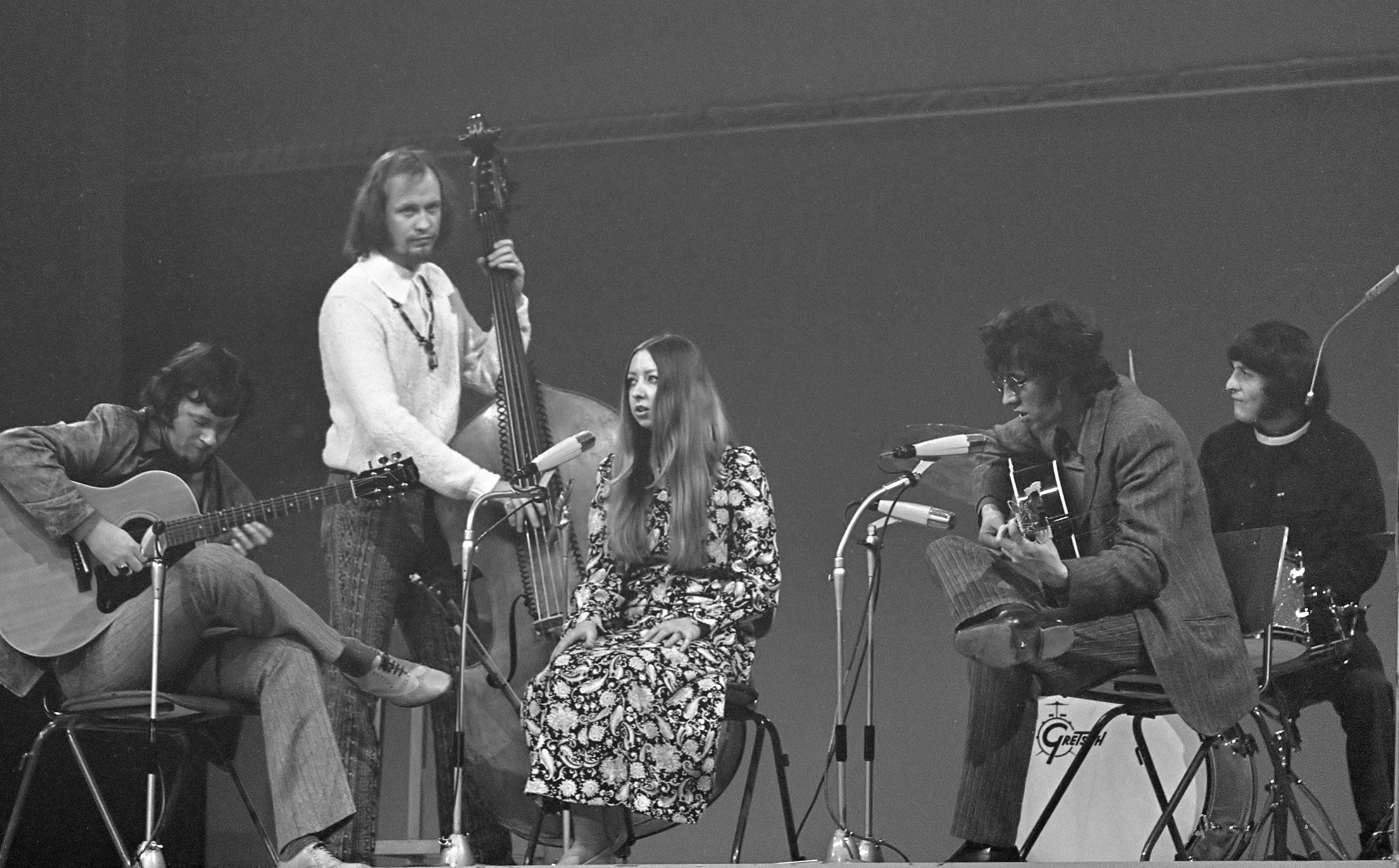
I Pentangle ad Amsterdam nel 1969

Pii c'erano i raggruppamenti creati direttamente dai membri o ex membri di Fairport, che possono essere visti come il nesso da cui è sorta una famiglia di organizzazioni o artisti. Il progetto di breve durata Fotheringay di Sandy Denny era uno di questi e Steeleye Span ne era un altro, formato come progetto più diretto al folk tradizionale, ma ancora parzialmente elettrico da Ashley Hutchings dopo la sua separazione dai Fairport nel 1969. Ancora la The Albion Country Band, in seguito l'Albion Band, che si è sciolta nel 2002. La Albion Band a sua volta ha dato vita a uno dei gruppi folk rock britannici più talentuosi degli anni '80 Home Service, il cui terzo album All Right Jack (1985) è spesso visto come un altro punto culminante artistico per il genere.
Un gruppo molto più piccolo di band inglesi si è formato sulla scia dei gruppi folk rock esistenti. Molto spesso il modello sembra essere stato Steeleye Span, come è stato per il gruppo di Cambridge Spriguns of Tolgus, la band della Northumbria Hedgehog Pie e la Oyster Band, che ha iniziato come l'implacabile Fiddler's Dram nel 1978. I Fiddler's Dram sono stati spesso liquidati come "one hit wonder" per il loro singolo Day Trip to Bangor, che ha raggiunto la posizione numero 3 nel Regno Unito e per il loro chiaro status di "Steeleye Span soundalikes". La cosa notevole è che hanno dimostrato di avere una cantautrice di autentico talento in Cathy Lesurf, e dopo che lei aveva lasciato la band per la Albion Band nel 1980 sono diventati l'Oyster Band (a volte l'Oysterband), una band folk rock sempre più pesante e politicamente consapevole che ha prodotto alcuni dei migliori lavori del genere negli anni '80 e '90, fondendosi con lo sviluppo del folk punk e delle scene indipendenti.

### 1977–1985: declino e sopravvivenza

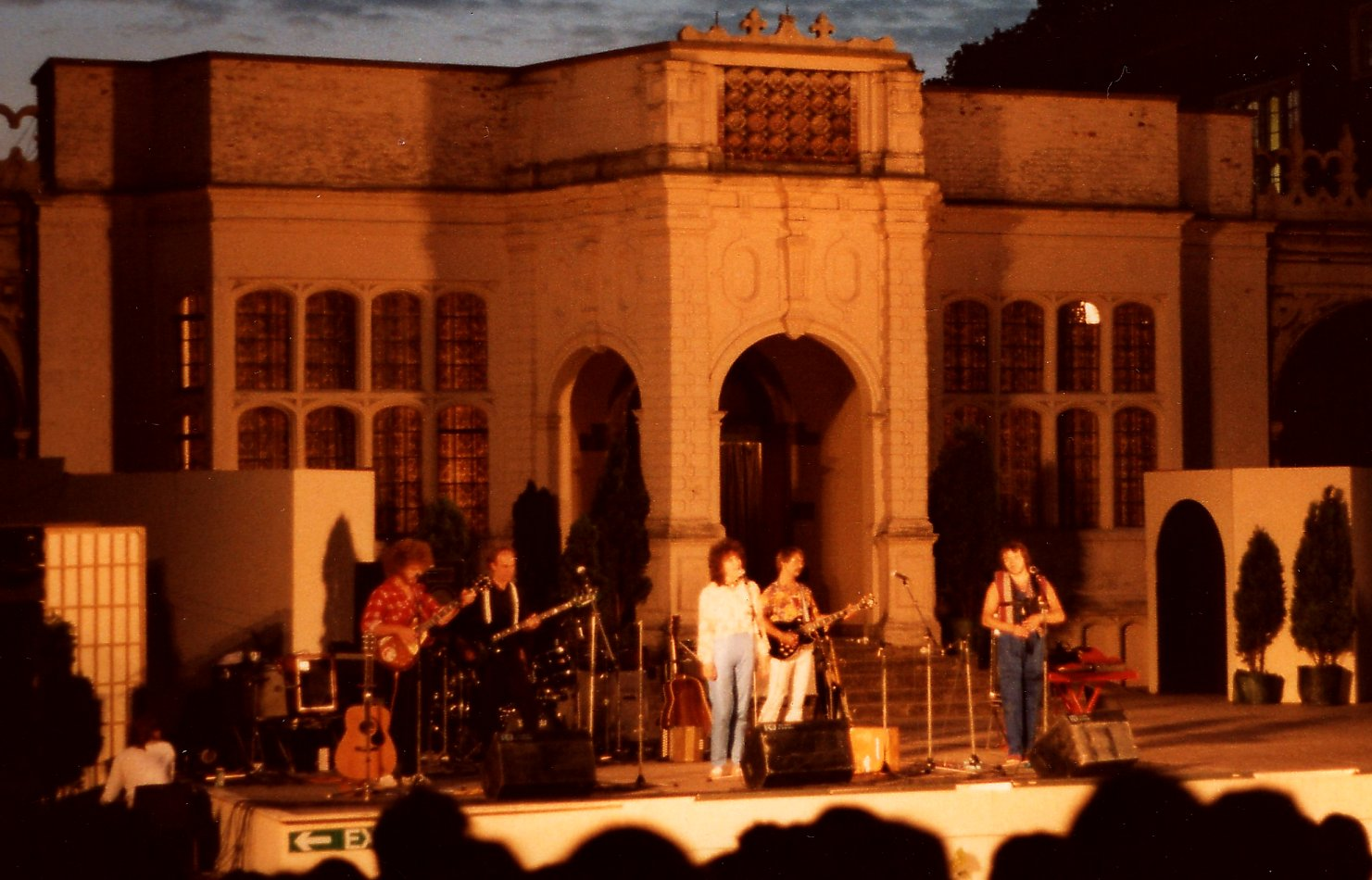
The Albion Band in un concerto alla Holland House di Londra nel 1983

Per un certo periodo il folk elettrico sembrava potesse sfondare nel mainstream, raggiungendo il picco nella prima metà degli anni '70 quando gli Steeleye Span sono riusciti a ottenere un singolo nella top 20 nel 1972 e un altro nella top 5 nel 1975 per All Around My Hat e l'album omonimo che è stato il loro maggior successo, raggiungendo la 5ª posizione nelle classifiche degli album del Regno Unito nello stesso anno. I singoli dei Fairport Convention hanno avuto un impatto minimo sulle classifiche britanniche, gli album hanno venduto bene nei primi anni '70, ma non hanno superato la loro 17ª posizione di Liege & Lief del 1969 fino al loro unico album nella top 10, Angel Delight del 1971. La maggior parte della loro carriera, da quel momento fino allo scioglimento nel 1979, è stata caratterizzata da un declino delle vendite.
Lo stesso era generalmente vero per altri abiti del folk elettrico. La fine degli anni '70 e l'inizio degli anni '80 costrinsero a scegliere tra l'abbandonare il genere o combattere una lotta persa per la sopravvivenza. Si dice spesso che il motivo sia il punk rock, che raggiunse l'apice nel 1976-77. Il punk rock cambiò l'etica della popular music, ribaltando le certezze sulla musicalità e sulla composizione e non aveva un target più grande dei musicisti folk vecchio stile della generazione precedente. Tutte le tendenze della musica popolare hanno un problema generazionale man mano che il loro pubblico cresce e potrebbe non essere sostituito, ma per il folk rock la discontinuità era molto acuta. Un risultato fu un'ulteriore ibridazione con lo sviluppo del folk punk alla fine degli anni '70, con band come the Pogues e The Levellers, che ottennero un certo successo mainstream. I primi anni '80 furono il punto più basso per il folk elettrico, quando, a differenza della metà degli anni '70, solo la Albion Band (con l'associato Home Service) e gli Oysterband rimasero come maggiori esponenti del genere e questo fu forse il loro periodo meno produttivo.

### 1985–in poi: la rinascita

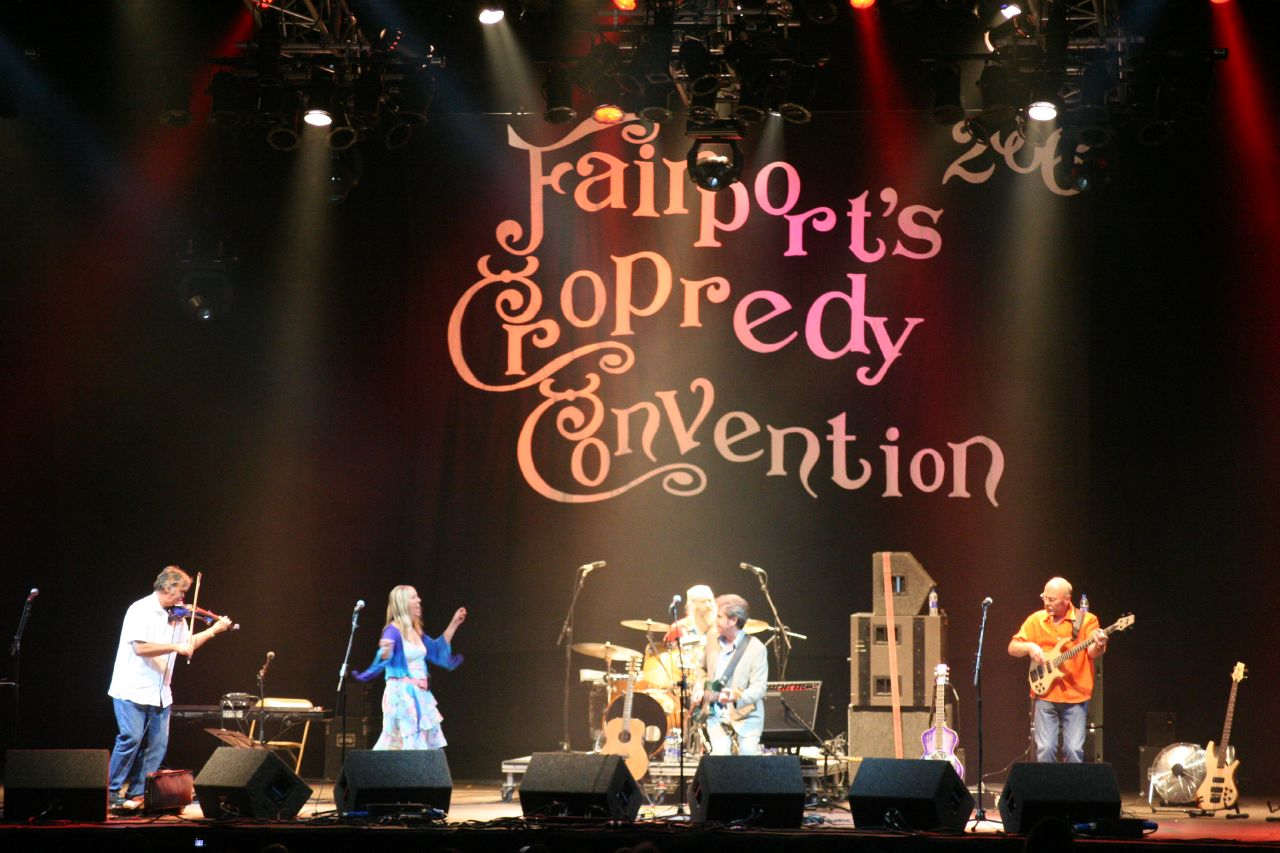
Gli Steeleye Span in un concerto al Cropredy Festival nel 2009

Alla fine degli anni '80, le cose iniziarono a girare molto più positive per il genere. Dopo lo scioglimento, il Cropredy Festival di Fairport è andato sempre più rafforzandosi fino a raggiungere i 20.000 fan regolari all'anno, e quando si sono riformati nel 1985 sono stati in grado di intraprendere tour sempre più di successo e produrre una serie di album molto apprezzati. La ragione di questo revival discografico era in parte dovuto al fatto che abbandonarono l'attività discografica mainstream, concentrandosi invece sulla crescita del proprio pubblico e sulla produzione di dischi attraverso le proprie etichette (Woodworm e Matty Grooves).
Gli Albion Band sopravvisse impegnandosi in produzioni teatrali e, dal 1993, passando a un piccolo gruppo acustico che potesse suonare nell'ancora ampia rete dei folk club. Questa mossa fu anche significativa nell'indicare il modo in cui il pubblico del folk elettrico era stato assimilato nel folk revival. È degno di nota il fatto che quasi tutti i membri dei Fairport Convention abbiano girato il circuito dei folk club da soli o in unità più piccole e che la formazione di Cropredy includa tanti gruppi acustici quanti quelli elettrici.
Nel 1980, Sails of Silver degli Steeleye Span prese un deciso allontanamento dalle canzoni tradizionali. Il loro ultimo album fu un fallimento commerciale e per i sei anni successivi divennero una band itinerante part-time. Tuttavia, nel 1986 hanno prodotto Back in Line e da allora, nonostante diversi cambi di band, hanno continuato a esibirsi e hanno registrato altri otto album.
Gli anni '90 iniziarono anche a vedere il formarsi di nuovi gruppi folk elettrici con band come Broadside Electric nel 1990 e il gruppo svedese Electric Folk del 1996. Alcune band come Stone Angel e Jack the Lad, che si erano sciolte negli anni '70, ora si riformavano e riprendevano la carriera discografica o in tournée.
Questa rinascita non era minimamente paragonabile ai giorni inebrianti degli anni '70. Il numero, e il riconoscimento mainstream, dei gruppi folk elettrici è inferiore nel XXI secolo rispetto alla fine del XX. Tuttavia, il genere è stato influente sia sul rock che sulla musica folk, grazie alla notevole longevità dei gruppi più importanti ed alla produttività dei membri, e grazie al rinnovato interesse delle generazioni successive, il folk elettrico continua a sopravvivere e prosperare artisticamente.

## Movimenti collegati

### Medieval folk rock
Dal 1970 circa un certo numero di artisti ispirati al folk elettrico, in particolare in Inghilterra, Germania e Bretagna, adottarono la musica medievale e rinascimentale come base per le loro composizioni, in contrasto con la ballata popolare della prima età moderna e del XIX secolo che dominava la produzione dei Fairport Convention.Questo modo di fare era invece in affinità con le tendenze di ricerca dei Steeleye Span, ben esemplificate dal loro album del 1972 Below the Salt. Gli artisti in quest'area includevano i Gryphon, Gentle Giant e Third Ear Band. In Germania, gli Ougenweide, formati originariamente nel 1970 come gruppo folk acustico, con il passaggio all' elettrico scelsero di attingere esclusivamente dalla musica medievale altotedesca stabilendo l'agenda per il futuro folk rock tedesco. In Bretagna, come parte del movimento rock celtico, la musica medievale era focalizzata su band come Ripaille del 1977 e Saga de Ragnar Lodbrock del 1979. Tuttavia, alla fine degli anni '70 quasi tutti questi artisti si erano sciolti o si erano trasferiti, come i Gentle Giant e i Gryphon, nell'area in via di sviluppo del rock progressivo. Un rimanente ma notevole esponente del folk rock medievale è Ritchie Blackmore con i Blackmore's Night.

### Rock celtico
Inizialmente il rock celtico replicava le intuizioni del il folk rock sostituendo l'elemento della musica tradizionale inglese con la propria musica folk. In tutte le aree delle nazioni e le regioni celtiche che circondano l'Inghilterra (sia Goideliche (Irlanda, Scozia, Isola di Man) che brittoniche (Galles, Cornovaglia e Bretagna), si adottò ed adattò il modello del folk elettrico. Per almeno la prima metà degli anni '70 il folk celtico può essere considerato parte del movimento folk rock, in quanto pur essendosi mantenuto vicino alle radici folk, con un repertorio che attingeva fortemente ai tradizionali brani celtici di violino e arpa e persino agli stili vocali tradizionali, facevano uso di livelli di amplificazione e percussioni da rock band. Tuttavia, man mano che si sviluppava in nuovi derivati e ibridi, tra cui più punk celtico, il metal celtico e altri tipi di Celtic fusion, il modello folk elettrico iniziale iniziò a dissiparsi.